# 三井りあ
三井 りあ（みつい りあ、1983年6月2日 - ）は、山口県出身のアイドル、タレント。
株式会社ビーヘッズ所属。

## 人物
- 趣味：料理、格闘技観戦、釣り
- 特技：トライアスロン、マリンスポーツ

## テレビ

### 過去の出演番組
- ラジかるッ（日本テレビ）ライブ『レイザーラモンHGのハードなクッキング』（ - 2007年3月26日）月曜日アシスタント
- デジ屋台（TBS）
- Body（TBS）
- ケータイ天気予報おは天中四国Ch（ウェザーニューズ）
- ルドイア☆星惑三第（2007年）
- 悩殺x女神＃43（2007年、MONDO21）
- 加藤夏希のトレンドアイズ（2008年4月 - 2009年3月、BS日テレ）
- 神さまぁ〜ず（2008年7月、TBS）

## 作品

### イメージDVD
- 「よろめき」（2006年8月31日）
- 「Fresh 三井りあ」（2006年10月27日）
- 「OPEN！」（2007年1月20日）
- 「we@アイドルDVD 三井りあ」（2007年7月19日）

### その他
- グラビアヒロイン「風 アミーローズ」（2007年11月24日）